# Styxosaurus
Styxosaurus es un género extinto representado por una única especie de plesiosauroide elasmosáurido que vivió en el Cretácico Superior (hace aproximadamente 85,8 y 71 millones de años, desde el Santoniense hasta el Campaniense), en lo que es Estados Unidos.
Styxosaurus fue nombrado por el mítico río Estigia (Στυξ, styx), el cual separaba al inframundo griego del mundo de los vivos. El término -saurus del nombre proviene del griego sauros (σαυρος), que significa "lagarto" o "reptil".
El espécimen tipo fue hallado en Hell Creek (Cañada del Infierno) en Logan County, Kansas y es la fuente del nombre del género acuñado por Samuel Paul Welles, quien describió el género en 1943.

## Descripción

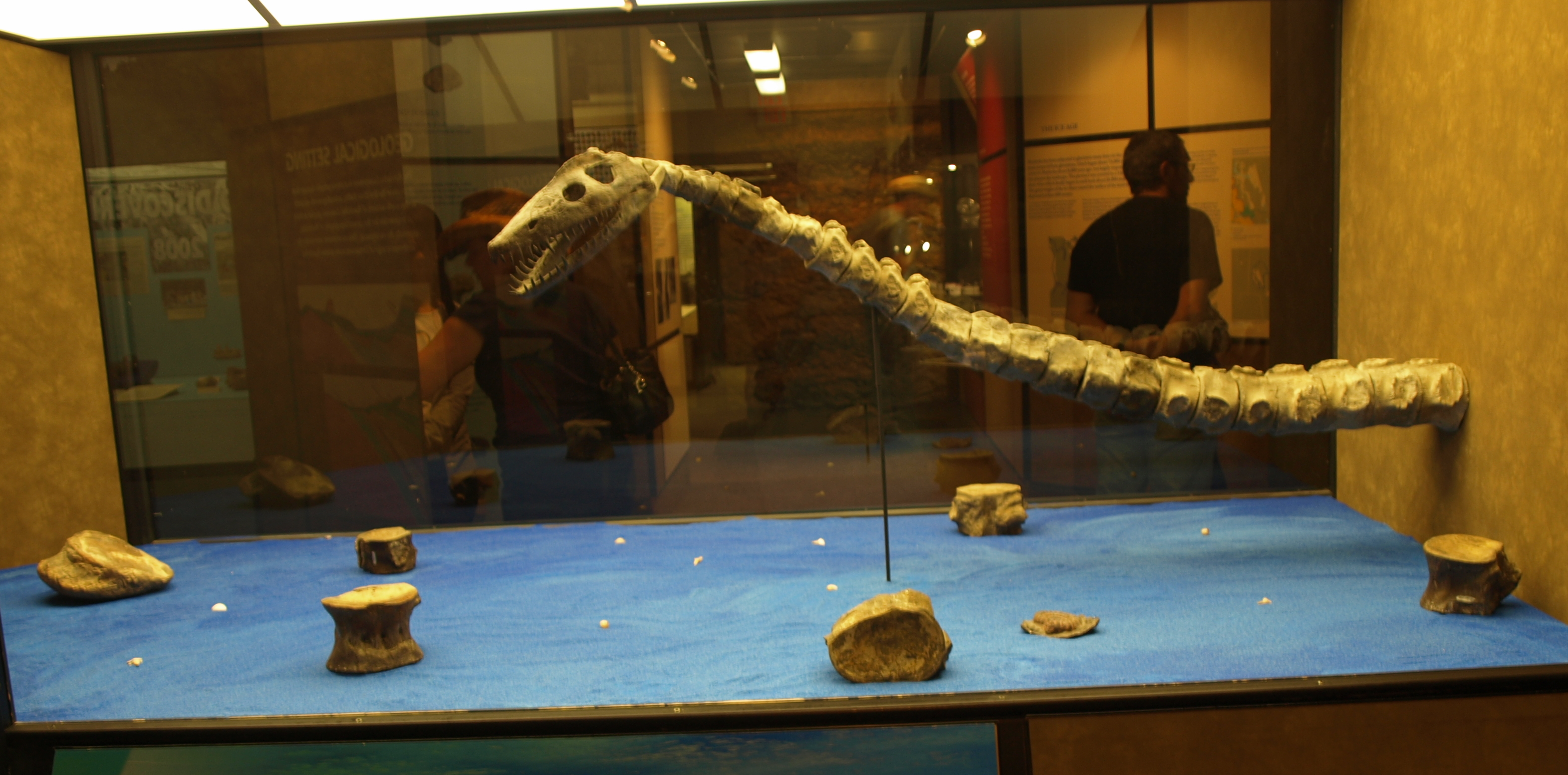
Cuello fósil.

El espécimen holotipo de Styxosaurus snowii fue descrito por S.W. Williston  a partir de un cráneo completo y 20 vértebras.
Otro espécimen más completo - SDSMT 451 (de cerca de 12 metros de largo) fue hallado cerca de Iona, Dakota del Sur en 1945. El espécimen originalmente fue descrito y nombrado como Alzadasaurus pembertoni por Welles y Bump (1949) y permaneció así hasta que fue sinonimizado con S. snowii por Carpenter. Su cavidad torácica contenía cerca de 250 gastrolitos, o "piedras estomacales". Aunque fue exhibido en la Escuela de Minas como si su cabeza estuviera mirando sobresaliendo por fuera del agua, dicha posición hubiera sido físicamente imposible.

Aunque muchos depredadores no usan gastrolitos para ayudar a procesar su comida, casi todos los especímenes razonablemente completos de elasmosáuridos incluyen gastrolitos. Aunque es posible que Styxosaurus pueda haber usado las piedras como lastre, un espécimen de Styxosaurus hallado en el Esquisto Pierre del oeste de Kansas incluye huesos de peces mezclados con los gastrolitos. Adicionalmente, el peso de los gastrolitos hallados en elasmosaurios llega como mucho a algo menos de 1% del peso estimado del animal vivo.
Aunque los cocodrilos y algunos otros animales actuales pueden usar gastrolitos como lastre, parece más probable que los elasmosaurios las usaran a modo de molinillo gástrico. Véase Henderson (2006) contra Wings (2004).

## Clasificación
Styxosaurus snowii forma parte del grupo de los elasmosáuridos, y es un pariente cercano de Elasmosaurus platyurus, el cual fue hallado en Kansas en 1867. 
El primer Styxosaurus descrito fue inicialmente llamado Cimoliasaurus snowii por S.W. Williston en 1890. El espécimen incluía un cráneo completo y más de 20 vértebras cervicales (KUVP 1301) que fueron halladas cerca de Hell Creek en Kansas por Judge E.P. West.
El nombre fue luego cambiado a Elasmosaurus snowii por Williston en 1906 y luego a Styxosaurus snowii por Welles en 1943.
Una segunda especie, Styxosaurus browni, fue nombrada por Welles en 1952. Sin embargo, más tarde este se ha vuelto un sinónimo más moderno de Hydralmosaurus serpentinus.

## Descripción
Styxosaurus era un plesiosaurio grande, una de varias especies de elasmosáuridos que aparecieron en el Cretácico Superior. En estos el cuello típicamente comprende al menos la mitad de longitud del cuerpo, y está compuesto por entre 60 a 72 vértebras. El espécimen tipo es Elasmosaurus platyurus (Cope, 1868). 
Styxosaurusmedía entre 11 a 12 metros de largo, siendo la mitad de dicha longitud su cuello. Sus dientes eran cónicos y estaban diseñados para atravesar y sostener más que para cortar, por lo que, como otros plesiosaurios, Styxosaurus tragaría su comida entera.

## Dieta

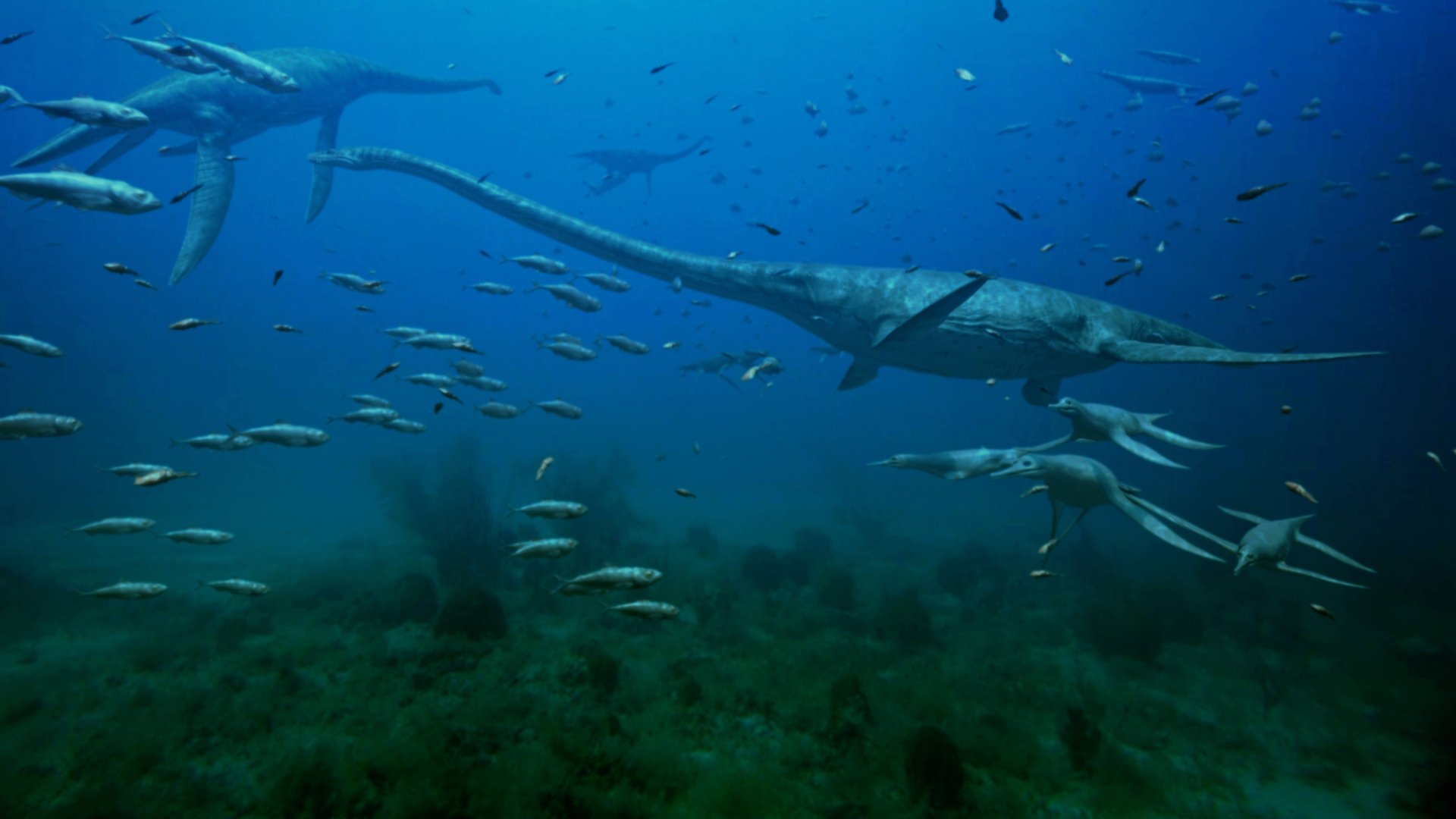
Recreación de una pareja de Styxosaurus en su hábitat.

Styxosaurus, como muchos otros plesiosaurios, probablemente se alimentaba de belemnites, peces (como Gillicus) y calamares. Con sus dientes entrelazados, Styxosaurus podía atrapar a presas resbaladizas antes de ingerirlas.

## En la cultura popular
- En el filme 3-D de National Geographic Sea Monsters: A Prehistoric Adventure, Styxosaurus aparecen junto a varios otros "monstruos marinos", pero no fue representado en el videojuego basado en el filme.